# Agosto, donne mie non vi conosco
|doppiatori italiani = *Riccardo Cucciolla : Nardo
Agosto, donne mie non vi conosco è un film del 1959, diretto da Guido Malatesta.

## Trama
Mario è fidanzato con Anna, ma, entrambi poveri, mantengono il segreto sulla propria condizione economica. Su insistenza del padre della ragazza viene organizzata una festa di fidanzamento alla quale partecipano i parenti e,  in questa occasione, l'uomo scopre che il ragazzo è un semplice dipendente della metropolitana. Pur di non far brutta figura con i parenti non dice nulla, ma costringe il ragazzo a lasciare la figlia.
Così, Mario parte con i suoi migliori amici Nando e Filippo per il mare, cercando un'avventura dopo l'altra per dimenticare Anna. Il piano fallisce e i tre tornano in città, dove, per fortuna, il padre di Anna acconsente al matrimonio grazie all'intervento di una ricca zia.